# Liste der ältesten Kirchen der Welt
Die Liste der ältesten Kirchen der Welt nennt Kirchen aus dem ersten bis sechsten Jahrhundert. Daneben gibt es Kirchen, für die bestehende vorchristliche Gebäude umgebaut wurden. Ein bekanntes Beispiel ist die Kathedrale von Syrakus.
Die Christen wurden im Römischen Reich verfolgt. Die Gottesdienste wurden meist in Häusern und geheim gehalten. Die Kirchengebäude wurden später gebaut.

## 1.–2. Jahrhundert
| Gebaut     | Kirchengebäude                                | Geschichte |
| ca. 1. Jh. | Unterirdische Kirche, Megiddo, Israel         | 2005 von einem israelischen archäologischen Team unterhalb eines heutigen Gefängnisses gefunden.                            |
| vor 3. Jh. | Unterirdische Höhlenkirche, Rihab (Jordanien) | unterirdische Kirche unterhalb der Sankt-Georgs-Kirche (3. Jhd.); 2008 von einem jordanischen archäologischen Team gefunden |

## 3. Jahrhundert
| Gebaut | Kirchengebäude                      | Geschichte |
| 232/3  | Hauskirche von Dura Europos, Syrien | Dura Europos war damals eine griechische Stadt im heutigen Syrien, ab 1921 ausgegraben von jeweils einem britischen, belgischen, US-amerikanischen Ausgrabungsteam nacheinander |

## 4. Jahrhundert
| Gebaut             | Kirchengebäude                                       | Geschichte |
| um 300             | Basilika von Akaba, Jordanien                        | Ende 1990er Jahre entdeckt durch ein US-amerikanisches Team |
| um 313             | Sophienkirche (Serdica, heute Sofia)                 | wurde unweit des römischen Amphitheaters der Stadt gebaut. 342 fand in der Sophienkirche das berühmte Konzil von Serdica statt. Das heutige Gebäude an gleicher Stelle ist jedoch wesentlich jünger, somit handelt es sich um den ältesten Kirchenort an gleicher Stelle. |
| evtl. Anfang 4. Jh | Kathedrale von Etschmiadsin, Armenien                | Bautätigkeit unter Nerses I. (reg. 353–373), Neubau in den 480er Jahren |
| 4. Jh              | Rotunde des Heiligen Georg (Serdica, heute Sofia)    | Das Gebäude wurde im 3. Jh. errichtet, als die Stadt als Residenz der Kaiser Galerius und Konstantin der Große diente. Es wird seit 326 als Kirche genutzt, es handelt sich demnach um die wohl älteste Kirche in Betrieb innerhalb der originalen Struktur.              |
| Anfang des 4. Jh.  | Kathedrale von Pizunda, (in Kolchis, heute Georgien) | 325 war die Basilika St. Andreas Kathedralkirche des Bischofs Stratophilos von Pityus, Teilnehmer des Ersten Konzils von Nicäa |
| um 325             | Hagia Sophia (Konstantinopel, heute Istanbul)        | ab 532 neu erbaut, wurde nach der islamischen Eroberung ab 1453 bis 1935 als Moschee, anschließend als Museum genutzt. Seit 2020 wird sie wieder als Moschee genutzt. |
| um 330             | Geburtskirche (Betlehem)                             | von Konstantin dem Großen und Helena erbaut, später wurde an der Stelle eine Kirche von Justinian I. erbaut. |
| um 330             | Grabeskirche (Jerusalem)                             | 325 mit Bau begonnen im Auftrag von Konstantin dem Großen, 335 eingeweiht |
| um 330             | Hagia Irene (Konstantinopel, heute Istanbul)         | Erste Kirche Konstantinopels, Schauplatz der Auseinandersetzungen zwischen Arianern und Trinitariern. In der Hagia Irene tagte 381 das Zweite Ökumenische Konzil. Kirche des Patriarchats, bevor die Hagia Sophia errichtet wurde.                                        |
| Anfang 4. Jh       | Qirqbize                                             | älteste, in Ruinen erhaltene Hauskirche in Nordsyrien |
| um 340             | Trierer Dom (Trier)                                  | 340 unter dem Trierer Bischof Maximin (329–346) mit Bau begonnen; der Trierer Dom ist die älteste Kirche Deutschlands. |
| 372                | Fafertin, Syrien                                     | älteste dreischiffige Säulenbasilika im nordsyrischen Kalksteinmassiv |
| 393                | Basilica di San Lorenzo (Florenz), Italien           | ehemalige Kathedrale von Florenz, 393 geweiht |

## 5. und 6. Jahrhundert
| Gebaut               | Kirchengebäude                   | Geschichte |
| ca. 415              | Hagia Sion, Jerusalem            | unter Bischof Johannes II. gebaut, 614 durch persische Truppen zerstört. Eine an gleicher Stelle im 12. Jh. erbaute Kirche wurde durch muslimische Truppen 1200 zerstört. Beim Bau der heutigen Dormitio-Kirche, 1910, wurden die Fundamente der beiden alten Kirchen gefunden. |
| ca. 439              | Mar Saba, bei Bethlehem          | griechisch-orthodoxe Kloster, zeitweise wohnten dort im 7. Jh. 4000 Mönche, heute wohnen 10 Mönche dort. |
| 447                  | Petra (Jordanien)                | in die Königswand gehauene Felsengräber (sog. Urnengrab) wurden in eine Kirche umgewandelt |
| zwischen 548 und 565 | Katharinenkloster (Sinai), Sinai | griechisch-orthodoxe Kloster, seit 2002 gehört das Kloster zum Weltkulturerbe. |
| ca. 5. Jh.           | Laurentiuskirche (Imst)          | eine der ältesten Kirchen Tirols. |
| ca. 6. Jh.           | Kloster Debre Damo               | äthiopisch-orthodoxes Kloster, die älteste Kirche Äthiopiens. |